# Vitalisme de Montpellier

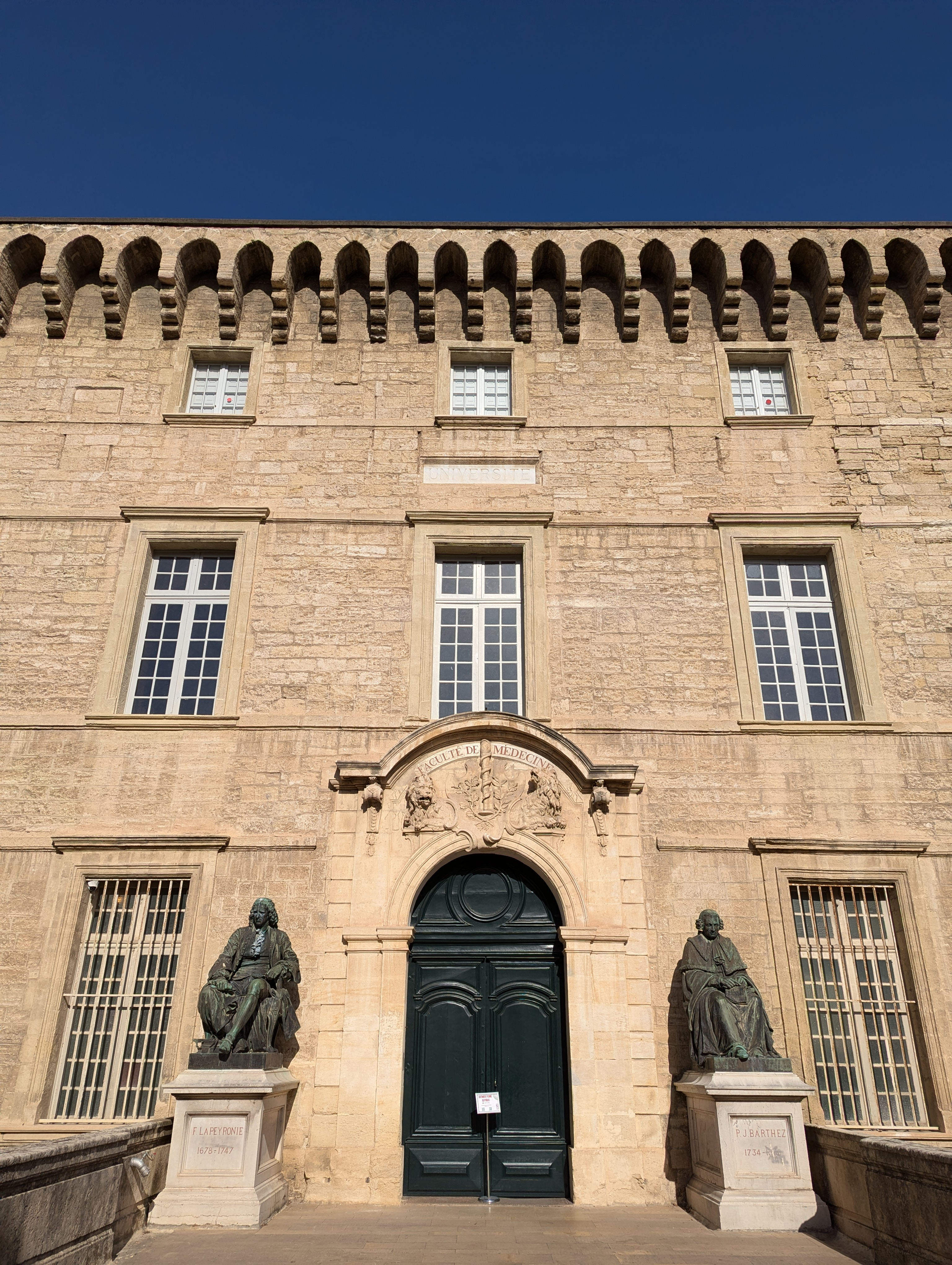
Bâtiment historique de la Faculté de médecine de Montpellier.

Le vitalisme de l'école médicale de Montpellier, plus succinctement appelé vitalisme de Montpellier, est un courant de pensée médical et philosophique. Il émerge dans la seconde moitié du XVIIIe siècle sous l'impulsion de médecins et philosophes influencés par le contexte intellectuel de l'époque. La maladie y est interprétée de façon originale comme un dysfonctionnement de l'ensemble de l'organisme mettant à mal son intégrité. Perdurant pendant plus d'un siècle, cette philosophie médicale trouve un terrain favorable dans l'université de Montpellier, une institution réputée pour son ouverture aux idées philosophiques.
C'est dans le sillage de l'école de médecine de Montpellier qu'apparaît le mot « vitalisme », introduit notamment par Charles-Louis Dumas, doyen de la faculté de médecine de la ville, dans ses Principes de physiologie en 1800. Le vitalisme de cette école envisage les organismes vivants comme des unités indivisibles animées par un principe vital irréductible à l'activité physique des organes, bien que non assimilable à l'âme pensante. Il se présente comme une position intermédiaire entre le mécanisme du début du XVIIIe siècle et le vitalisme animiste attribué à Stahl, ainsi qu'entre le matérialisme et le spiritualisme.
À la fin du XVIIIe siècle, l'école de Montpellier jouit d'un grand prestige en France et entre en rivalité avec l'école de Paris, plus matérialiste, et qui préconise une approche dite « organiciste » de la médecine, fondée sur l'étude des organes.

## Contexte historique

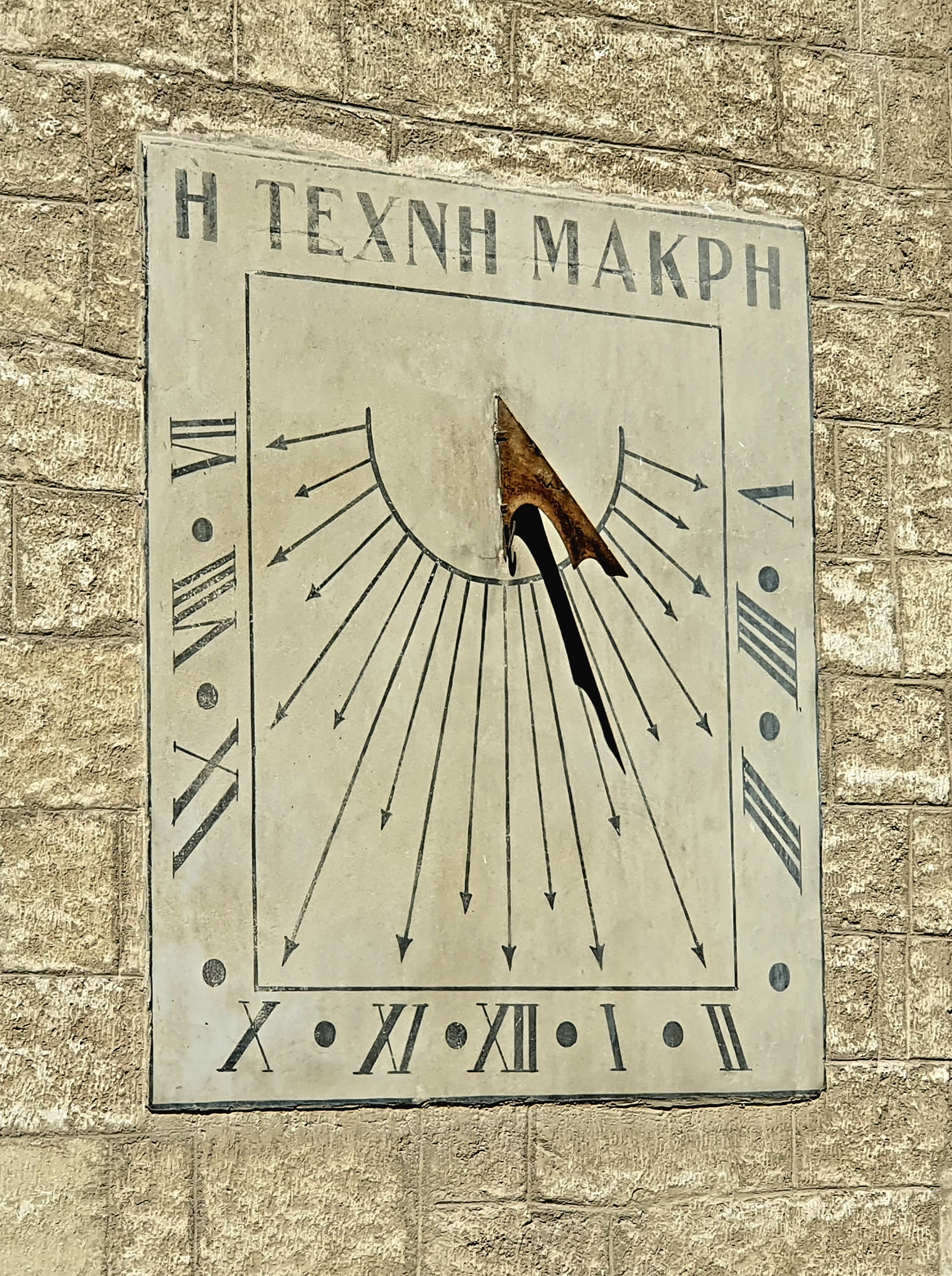
Cadran solaire sur la façade de la faculté de médecine de Montpellier, portant l'inscription « H TEXNH MAKPH » (« L'art est long »), extraite des aphorismes d'Hippocrate.

L'université de médecine de Montpellier, fondée en 1220, est l'une des plus anciennes institutions médicales en Europe, et l'une des plus prestigieuses depuis sa fondation jusqu'au XIXe siècle,. Sa renommée repose sur la longue tradition d'enseignement de la médecine remontant au milieu du Moyen Âge. Dès ses origines, l'université se distingue par son accueil de savoirs diversifiés en provenance d'horizons différents, notamment grâce aux échanges intellectuels qui avaient cours à Montpellier entre les traditions médicales arabo-musulmanes,, juives, et chrétiennes,.
Au XIIIe siècle, Montpellier devient un carrefour intellectuel où convergent les enseignements de la médecine grecque, notamment ceux d'Hippocrate, intégrés et enrichis par les savants arabes comme Avicenne. Cette période marque une prédominance des doctrines galéniques, centrées sur l'idée d'un équilibre des humeurs et la primauté de l'observation clinique. En 1348, lors de la Grande peste, le pape Clément VI autorise à Montpellier les autopsies publiques des pestiférés afin de découvrir l'origine du fléau. Cette mesure marque le début des dissections à but médical auxquelles participe Guy de Chauliac, lui-même considéré comme le père de la chirurgie médicale.
Au XVIe siècle, l'humanisme et la redécouverte des textes antiques stimulent une approche critique et empirique de la médecine, désormais envisagée dans une perspective naturaliste. Sous l'influence de la Renaissance, et des enseignements de François Rabelais et Guillaume Rondelet, les médecins de l'université de Montpellier commencent à remettre en question certaines doctrines galéniques, tout en continuant de respecter l'autorité des anciens maîtres. Cette période voit l'essor de l'anatomie grâce aux dissections sur cadavre (réalisées dès 1348 dans l'un des premiers cours d'anatomie sur cadavre d'Europe) ainsi que le développement des savoirs en botanique et en pharmacopée.
Le XVIIe siècle est marqué par l'émergence du rationalisme et de la méthode expérimentale, portés par des philosophes et des savants qui influencent profondément la pensée médicale. Cependant, Montpellier se distingue par un certain conservatisme face aux nouveaux courants mécanistes qui réduisent l'organisme à une simple machine. Les médecins montpelliérains restent généralement attachés à une vision holiste du corps humain, dans un esprit plus conforme à la médecine grecque hippocratique.

## Émergence de la notion
Le terme « vitalisme » émerge à la toute fin du XVIIIe siècle au contact du courant encyclopédiste et dans le contexte de l'école de médecine de Montpellier, à laquelle sont associés les noms de Bordeu (1722-1776), Fouquet (1727-1806), Ménuret de Chambaud (1733-1815), Barthez (1734-1806), Dumas (1765-1813), Lordat (1773-1870), Bérard (1789-1829) ou encore Alquié (1812-1865). Au départ, l'école vitaliste de Montpellier se constitue comme une réaction de plusieurs médecins de l'université de Montpellier au matérialisme médical devenu dominant à Paris. Ces médecins proposent dans divers articles médicaux d'examiner les organismes vivants comme des « touts » indivisibles, et non comme des systèmes mécaniques à la façon des cartésiens. Ils défendent l'autonomie des processus vitaux, jugés irréductibles aux interactions de la matière, et ainsi l'autonomie de la physiologie et de la médecine, qu'ils estiment inconcevables du point de vue physico-chimique et analytique. En effet, la vie selon eux ne peut être envisagée que comme propriété d'un « tout », animé par un principe spécifique dit « vital ». Ce principe reste encore relativement imprécis chez les premiers vitalistes. Paul-Joseph Barthez, par exemple, premier médecin montpelliérain à théoriser le vitalisme médical, en donne la définition suivante :

« J'appelle principe vital de l'homme la cause qui produit tous les phénomènes de la vie dans le corps humain. Le nom de cette cause est assez indifférent et peut être pris à volonté. »

Lors d'une controverse où apparaît l'une des premières occurrences du mot « vitalisme », les opposants à Barthez, qui avait acquis une grande réputation à la fin du XVIIIe siècle, mentionnent la « secte des vitalistes », dont il serait le chef de file. Pourtant, dans la seconde édition de ses Nouveaux éléments de la science de l'homme, publiée en 1806, Barthez réfute toute intention de fonder une école ou d'établir une interprétation systématique de l'homme et du vivant. La notion de vitalisme apparaît donc d'abord comme une étiquette péjorative attribuée à Barthez et à ceux qui en seraient les disciples. Louis Peisse, rédacteur de la Gazette médicale de Paris, par exemple, qualifie de « vitalisme métaphysique » l'école de Barthez, signifiant par là son caractère non scientifique et dogmatique.
Par la suite, cette notion connaît en France un grand succès au XIXe siècle, particulièrement lors d'une controverse d'envergure nationale entre Paris et Montpellier, d'abord dans les années 1830, puis en 1855 à l'Académie impériale de médecine. Cette controverse aboutit notamment à la condamnation du vitalisme par le pape en 1860. C'est dans ce contexte de polarisation de la philosophie médicale que certains médecins dits de l'école de Montpellier s'identifient comme vitalistes. L'étiquette peut alors revêtir une connotation soit négative, soit positive. Elle est attribuée, par exemple, à ceux qui remettent en cause les bienfaits thérapeutiques des expérimentations et des vivisections, ou qui s'opposent à l'idée que l'anatomie, et en particulier la dissection post-mortem, puisse éclairer les causes des maladies.

## Doctrine du vitalisme classique, dit «fonctionnaliste»

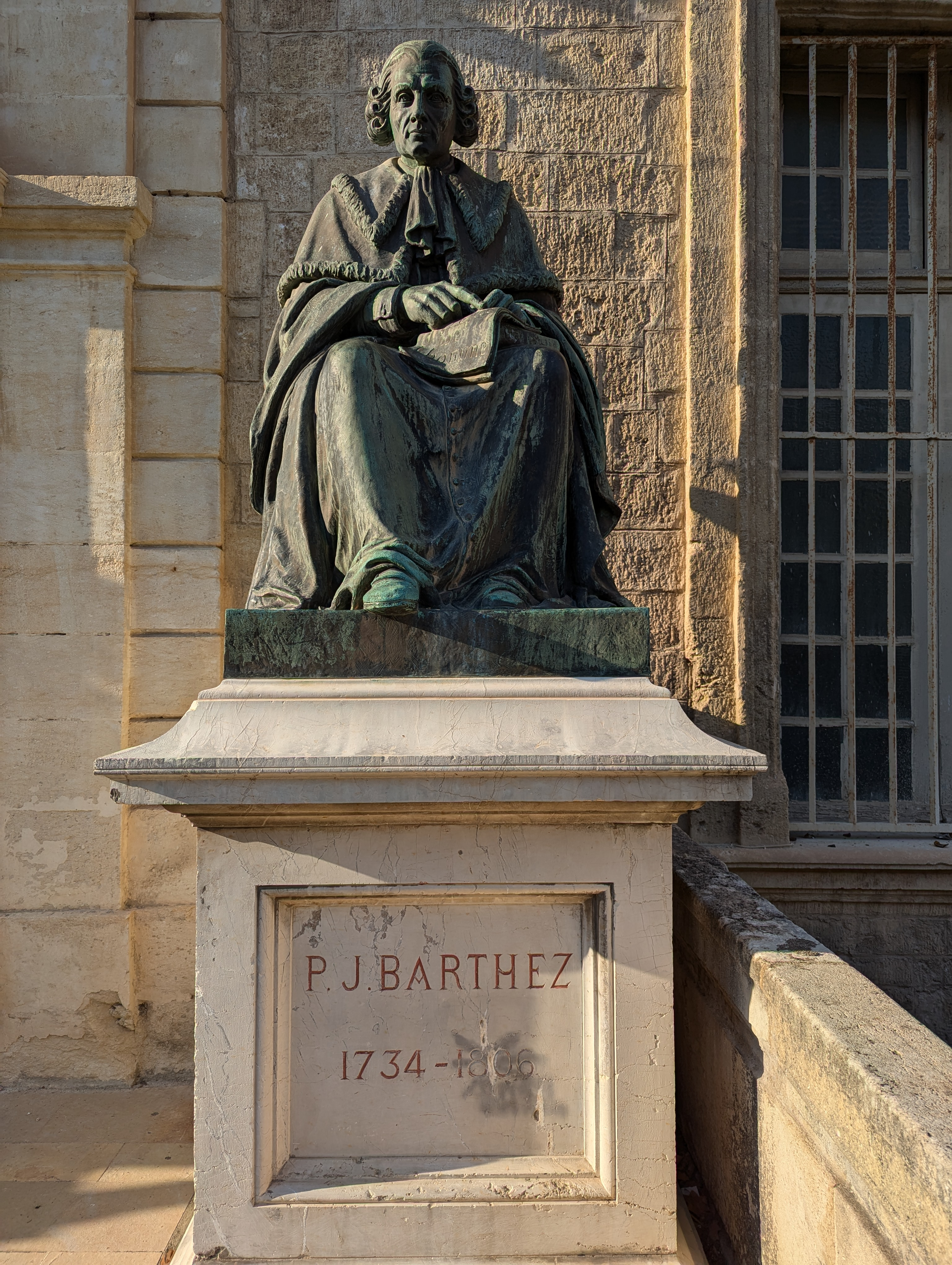
Statue de Paul-Joseph Barthez à l'entrée de la Faculté de médecine de Montpellier.

### Thèses philosophiques
Le vitalisme de l'école de Montpellier, tel qu'il s'est développé à la fin XVIIIe siècle avec des médecins philosophes comme Théophile de Bordeu ou Paul-Joseph Barthez, entre en rupture, par son approche holiste et antiréductionniste de la vie, avec le matérialisme philosophique de l'époque, tout en restant distinct des évolutions plus radicales, spiritualistes, qui marqueront le vitalisme au XIXe siècle. On parle en ce sens de vitalisme « fonctionnel » ou « fonctionnaliste », car il tend à identifier la vie à une fonction spécifique de l'organisme plutôt qu'à une substance distincte du corps,. Ce courant de pensée, bien que diversifié dans ses expressions individuelles, partage une conception fondamentale de la vie et du fonctionnement des organismes vivants, en opposition aux modèles mécanistes et réductionnistes alors en vogue en France. Elle peut se résumer par les thèses suivantes.

#### 1. La vie comme principe distinct
L'une des thèses centrales du vitalisme classique est l'existence d'une force, d'une propriété ou d'un principe vital distinct des forces physico-chimiques en jeu au niveau des organes. Contrairement aux conceptions mécanistes, qui réduisent l'organisme à une machine régie par des lois physiques, les vitalistes de Montpellier soutiennent que la vie ne peut être pleinement expliquée par des interactions physiques simples. Pour eux, la vitalité est une énergie spécifique aux êtres vivants, animant tout le corps et responsable de la régulation et de l'harmonisation des fonctions biologiques. Contrairement à la force mécanique, soumise à la causalité transitive, la force vitale se caractérise par sa causalité circulaire. Elle réalise une forme d'entéléchie dans la mesure où elle tend, comme l'appétit ou le désir, vers une fin (l'« intention finale »). Les processus vitaux visent en effet, de façon spontanée, un état d'équilibre qui est lui-même destiné à maintenir l'unité ou l'intégrité de l'organisme, à préserver sa « santé ». La conservation du corps en tant qu'organisme, c'est-à-dire en tant qu'unité organisée, constitue la véritable finalité de la vie.

#### 2. L'unité de l'organisme
Les vitalistes classiques insistent sur l'unité de l'organisme vivant, qu'il soit végétal ou animal. Ils voient le corps non comme un assemblage de parties indépendantes, mais comme un tout cohérent où chaque partie est en relation dynamique avec l'ensemble. Cette vision holiste de l'organisme se manifeste dans l'idée que les organes et les tissus communiquent entre eux de manière subtile et sont coordonnés par l'activité propre du corps, elle-même régie par ce que Paul-Joseph Barthez nomme le « principe vital ». Pour Barthez et ses disciples, le principe vital est partout et agit en tous les endroits du corps. De ses défaillances découle l'existence de maladies générales (non locales) n'ayant pas de causes organiques et menaçant l'intégrité physique.

#### 3. L'autonomie de la vie par rapport aux lois physiques
Le vitalisme postule que les phénomènes vitaux possèdent une certaine autonomie par rapport aux lois physiques et chimiques. Les vitalistes montpelliérains ne nient pas l'importance des processus physico-chimiques dans le corps, mais ils affirment que ces processus sont subordonnés à un principe vital, ou au moins à un principe d'organisation générale. Les lois de la physique et de la chimie ne peuvent donc expliquer à elles seules les processus vitaux, ce qui est selon eux particulièrement vrai de la croissance, de la reproduction et de la régénération. Cette thèse de l'autonomie de la vie implique celle de l'autonomie des sciences de la vie, en particulier de la physiologie et de la médecine.

#### 4. Le rejet du dualisme strict
Bien que le vitalisme de Montpellier s'oppose au réductionnisme matérialiste ou « organiciste », il rejette également, surtout dans sa forme classique, le dualisme du corps et de l'esprit. Si les vitalistes classiques n'excluent pas a priori l'existence de l'esprit ou de l'âme pensante, ils envisagent la vie non comme le résultat des interactions entre le corps et l'esprit, mais comme une activité propre de l'organisme. Le principe vital qui la régule ne renvoie pas à une substance immatérielle, mais à une fonction générale attribuée au corps tout entier, celle de maintenir son intégrité. Le concept vitaliste d'organisation s'oppose dans ce contexte aussi bien aux modèles mécanistes faisant du corps une simple machine qu'aux modèles animistes pour lesquels le corps est contrôlé par l'âme. Cette position, compatible avec un matérialisme que l'on dira plus tard « émergent », souligne l'importance d'une compréhension unifiée et fonctionnelle des êtres vivants, tout en permettant d'éviter le recours, dans les explications physiologiques, à des idées métaphysiques plus ou moins occultes, comme la notion stahlienne d'« âme vitale ».

### Thèses physiologiques et médicales

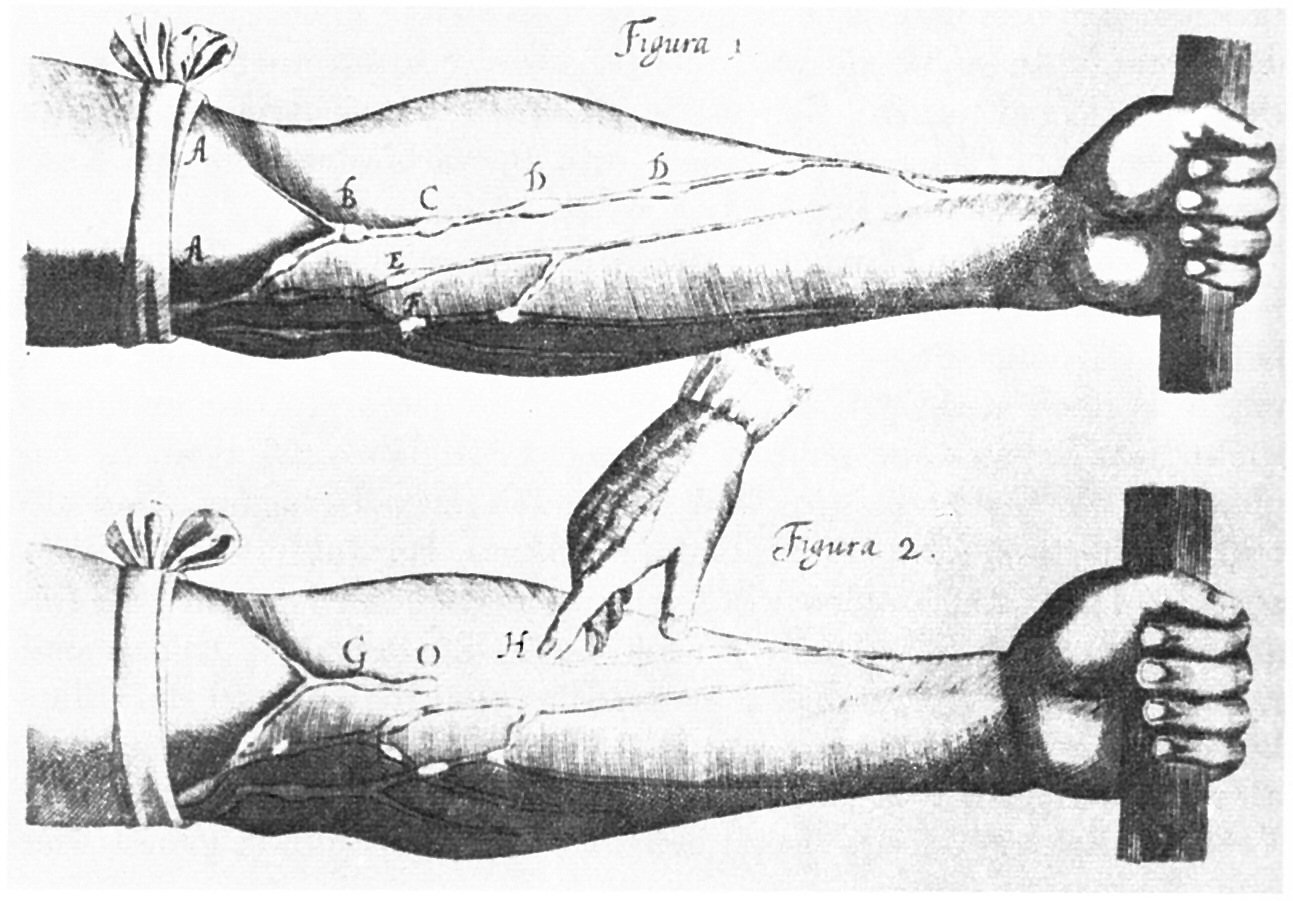
Illustration d'une expérience de William Harvey, qui découvrit la circulation sanguine au début du XVIIe siècle. Bien que d'inspiration philosophique, la physiologie vitaliste du XVIIIe siècle prétendait s'accorder avec les récentes découvertes médicales.

Le vitalisme classique de l'école de Montpellier, ou vitalisme « fonctionnel », se caractérise en outre par des thèses physiologiques et médicales spécifiques fondées sur l'idée d'un principe vital et sur une vision holiste du corps humain, qui influencent directement la pratique médicale et la compréhension des processus physiologiques. Ces thèses reflètent une vision intégrative de la médecine, centrée sur l'équilibre organique, et se distinguent des approches mécanistes et réductionnistes de la médecine moderne, axées sur le fonctionnement interne des organes.

#### Thèses physiologiques

##### 1. La régulation dynamique des fonctions vitales
Les vitalistes classiques soutiennent que les fonctions corporelles ne sont pas simplement le résultat de processus mécaniques, mais qu'elles sont régulées de manière dynamique par la vie du corps. Le corps coordonne les fonctions telles que la digestion, la respiration, et la circulation, en ajustant constamment les réponses des différents organes aux besoins internes et aux stimuli extérieurs. Cette thèse est souvent associée à l'idée d'une forme de délégation de l'activité du corps aux organes internes. Pour Bordeu et Ménuret en particulier, chaque organe possède une sensibilité propre (une « petite vie ») qui contribue à l'équilibre général du corps comme une abeille le fait lorsqu'elle s'active dans son essaim.

##### 2. L'influence des fluides corporels et des fibres nerveuses
Les fluides corporels, tels que le sang, la lymphe et les sécrétions, ainsi que le système nerveux, sont considérés par les vitalistes comme des vecteurs essentiels de l'énergie vitale. Ils ne se contentent pas de véhiculer des nutriments et de l'oxygène, ou du « fluide électrique » dans le cas des nerfs, mais participent activement à la régulation de la vie organique, en permettant notamment une forme de communication entre les organes. Barthez, par exemple, accorde une attention particulière à l'activité nerveuse, qu'il considère comme déterminante dans le maintien de l'équilibre des organes et dans la réponse aux maladies.

#### Thèses médicales

##### 1. La santé comme équilibre dynamique
La santé, selon les vitalistes, n'est pas simplement l'absence de maladie, mais un état d'équilibre dynamique maintenu par l'activité d'ensemble de l'organisme. Cet équilibre résulte de la bonne interaction entre les organes et les tissus, ce qui implique une bonne communication entre eux. La communication des organes est rendue possible par les fluides corporels et l'activité nerveuse. Les maladies chroniques sont perçues comme des perturbations de cet équilibre, dues à des altérations de l'ensemble du système vivant ou à des influences extérieures qui affectent la capacité de l'organisme à s'autoréguler.

##### 2. La pathologie en tant que dérèglement de l'activité vitale
Dans le cadre du vitalisme classique, les maladies chroniques sont interprétées comme des dérèglements de l'activité générale du corps. Contrairement aux modèles mécanistes, qui attribuent les maladies à des dysfonctionnements structurels affectant les organes ou à des agents extérieurs spécifiques, les vitalistes considèrent que la maladie résulte souvent d'un affaiblissement, d'une perturbation ou d'une mauvaise régulation de cette activité. Ils supposent même l'existence de maladies générales, non locales, n'ayant aucune cause organique. Ce point de vue conduit à des approches thérapeutiques centrées sur le renforcement et la restauration de la vitalité plutôt que sur la suppression des symptômes.

## Vitalisme tardif, dit «substantialiste»

### Contexte historique

#### La rivalité avec Paris
À la fin du XVIIIe siècle, l'école de médecine de Montpellier jouit d'un prestige considérable en France, avec un nombre d'étudiants presque deux fois supérieur à celui de Paris et des conditions d'accès au savoir jugées plus favorables. Cependant, une rivalité croissante s'installe avec la capitale, alimentée par divers facteurs : d'abord institutionnels et politiques, en raison du centralisme instauré par la Convention en 1794, qui provoque une augmentation significative des effectifs parisiens au détriment de ceux de Montpellier ; scientifiques ensuite, les médecins parisiens remettant en cause certaines thèses médicales défendues par leurs homologues montpelliérains. Cette rivalité atteint son apogée dans la première moitié du XIXe siècle.
En opposition au vitalisme défendu par l'école de Montpellier, l'école de Paris adopte une approche dite « organiciste » de la médecine, selon laquelle la maladie résulte du dysfonctionnement d'un organe spécifique, plutôt que d'un déséquilibre global de l'organisme. Cette perspective est notamment promue par des figures telles que Corvisart, Broussais, Laënnec, Magendie, et plus tard Claude Bernard. Bien que cette approche ne remette pas directement en cause la vision holiste du vitalisme, les succès médicaux qu'elle engendre, et en particulier ceux de la médecine expérimentale développée par Claude Bernard, finissent par fragiliser l'ensemble du système vitaliste.
La querelle entre les deux écoles amène ainsi les montpelliérains à s'enfermer dans leur position de « holisme médical » et à faire évoluer leur « holisme vital » vers un vitalisme animiste, proche du spiritualisme, parfois qualifié de « néo-vitalisme » ou d'« ultra-vitalisme », en contraste avec les idées des fondateurs de l'école de Montpellier, tels que Paul-Joseph Barthez et ses disciples. Dans les années 1850, Le chirurgien montpelliérain Jacques Lordat, notamment, affirme l'existence de forces inorganiques, d'un ordre supérieur aux forces physico-chimiques et localisées dans l'âme humaine, qu'il conçoit comme la combinaison d'une âme pensante et d'une force vitale. Le « principe vital » de Barthez, ce dynamisme essentiel de la vie sur lequel aucun a priori métaphysique n'était formulé à la fin du XVIIIe siècle, se transforme dès lors en une « âme de de seconde majesté », traduisant un vitalisme animiste aux accents spiritualistes.

#### La résurgence du spiritualisme

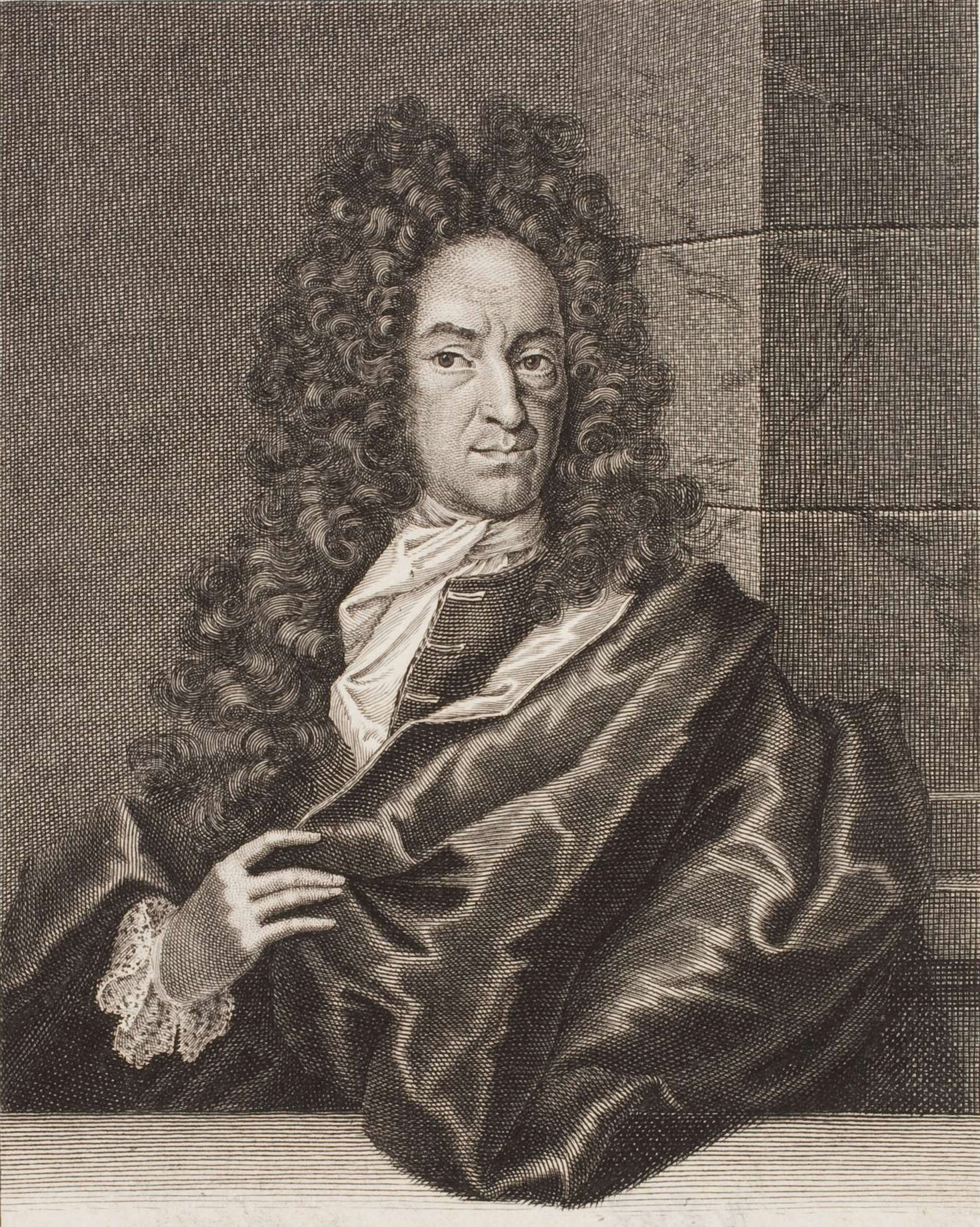
Portrait du médecin et chimiste allemand Georg Ernst Stahl (1716), connu pour sa théorie animiste de la vie, appelée « animisme de Stahl ».

Ce qui est parfois perçu comme une dérive, au XIXe siècle, de l'école de Montpellier, s'inscrit dans un phénomène plus large : la résurgence d'un courant vitaliste spiritualiste en France et en Europe à cette époque, qui se prolonge jusqu'au début du XXe siècle. Cette forme philosophique de vitalisme s'oppose principalement au matérialisme et au positivisme, dans une tentative de préserver, sinon l'ensemble de la biologie, du moins la psychologie, de l'emprise croissante de la science. Elle repose sur un dualisme fondamental opposant, selon Roselyne Rey, « les droits de l'esprit contre les usurpations de la matière ». Il s'agit d'un courant « réactionnaire » qui se manifeste par la résurgence de thèses souvent jugées occultes, concernant aussi bien la biologie (réapparition de l'animisme de Stahl, entéléchie de Hans Driesch, etc.) que la métaphysique (« élan vital » de Bergson, « affirmation vitale » de Nietzsche). C'est ce vitalisme emprunt de métaphysique spiritualiste qui s'épanouit à la fin du XIXe siècle et au début du XXe siècle, et non le vitalisme originel des fondateurs de l'école de Montpellier.

### Doctrine

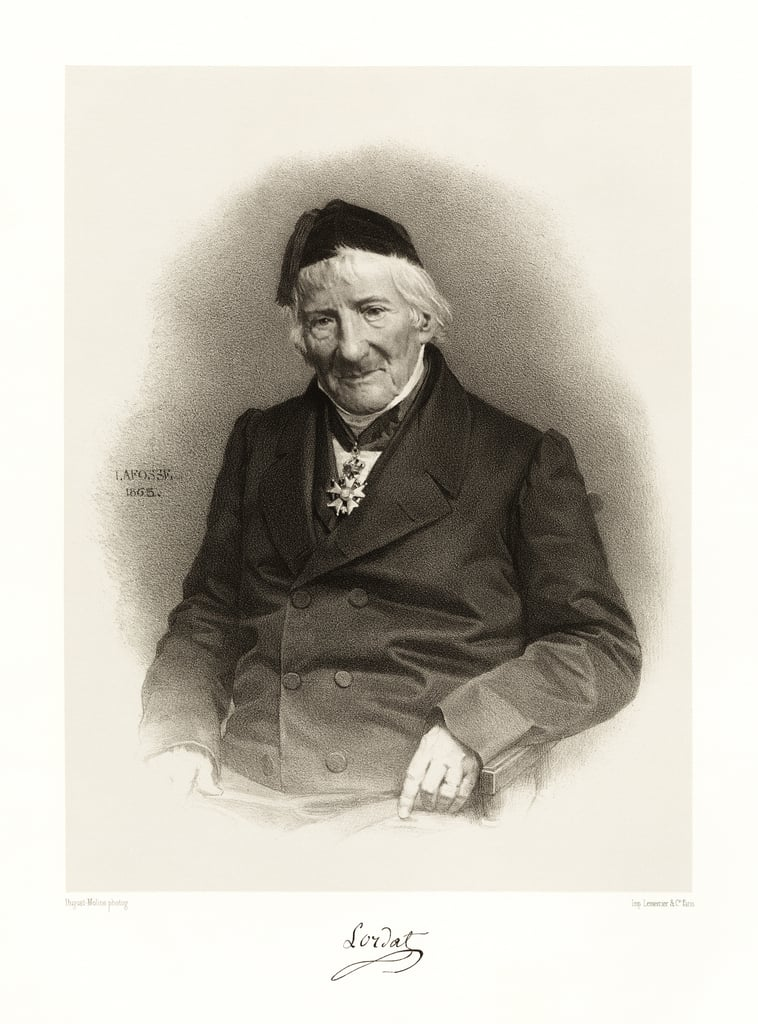
Jacques Lordat vers 1865, alors âgé de plus de 90 ans.

Le vitalisme tardif est un vitalisme « substantiel » au sens où il établit l'existence d'une « force vitale » (ou « principe vital », ou « âme » comme chez Stahl, ou « entéléchie » comme chez Driesch) non plus en tant que fonction mais en tant que substance. Au XIXe siècle, à partir des années correspondant à la Restauration en France (1815-1830), l'école de Montpellier soutient de plus en plus explicitement l'existence de forces inorganiques, ainsi qu'une métaphysique de type dualiste, opposant l'âme vivante au corps physique. On en trouve une formulation précise dans des textes tels que la Doctrine des rapports du physique et du moral pour servir de fondement à la métaphysique de Frédéric Bérard, publié en 1823, et plus encore dans les écrits de Jacques Lordat, en particulier avec son article sur « La dualité du dynamisme humain », paru en 1854. Lordat y établit l'existence des « deux puissances » du dynamisme humain, celle de l'« âme pensante », à la source de nos « besoins raisonnés », et celle d'une « âme de seconde majesté », le « principe vital », sorte d'âme biologique de nature mortelle placée « derrière » l'âme immortelle et présidant aux phénomènes vitaux. Cette évolution relativement tardive de la doctrine vitaliste, vers une métaphysique qui centre la force vitale autour d'une « âme stahlienne », s'opère au nom de l'« unité » de l'organisme, perçue comme une réalité indubitable dont il faudrait rendre compte.
En spiritualisant le principe vital, les vitalistes montpelliérains en viennent à critiquer non seulement le matérialisme de l'école de Paris, mais aussi le vitalisme des premiers partisans de l'école de Montpellier, notamment celui de Théophile de Bordeu dans la critique que Lordat en fait. Ce dernier adopte une posture radicale concernant la vie de l'organisme entier, qu'il conçoit selon des termes fondationnalistes et subjectivistes : pour lui, la notion chère à Bordeu selon laquelle « la vie de l'entier » est la somme des « vies particulières » des organes est erronée, car nous « sentons » notre « unité morale » (psychologique) plutôt que notre composition. Le matérialiste préfère quant à lui croire que « l'unité morale est le résultat de l'arrangement de la matière ». Ici, c'est le concept d'organisation qui est mis en avant, auquel Lordat préfère ceux d'organisme et d'« unité active». Il estime que le matérialisme est une « opinion purement arbitraire », qui dénature l'idée d'organisme en une pure structure matérielle et qui de ce fait « ôte à la Morale un sentiment humain qui est un des appuis les plus solides, savoir l'Espérance Théologale ».
Selon le philosophe Charles Wolfe, le tournant spiritualiste du vitalisme montpelliérain correspond à un tournant politique : là où Bordeu et Ménuret, penseurs des Lumières, concevaient une fédération des « petites vies » (celle des organes), au sein de la Vie (celle de l'organisme), les « vitalistes royalistes » du XIXe siècle conçoivent un système « hégémonique » ou « monarchique », à l'instar du naturaliste Julien-Joseph Virey, théoricien influent du racisme qui se réclame de cette école. Pour ce vitaliste, « c'est le concours central et uniforme d'une multitude de molécules combinées en une étroite communauté qui constitue l'organisme ». Dans l'organisme, les molécules cessent d'obéir aux lois de la matière brute pour ne plus servir que le « tout ». Virey ajoute que la puissance centralisatrice du « principe d'unité et de vouloir » dans l'organisme fonctionne « dans un gouvernement monarchique absolu », où « toutes les volontés se trouvent réunies dans la personne qui tient les rênes de l'état ». Cependant, à la différence de l'approche animiste, qui identifie âme rationnelle et principe de vie, le vitalisme montpelliérain se fonde toujours sur un dualisme du dynamisme humain, posant en l'homme deux principes différents : le principe de vie d'un côté, qui agit de manière non rationnelle, et l'esprit de l'autre, qui est immatériel et immortel, et n'intéresse donc aucunement la médecine.

## Influences et postérité du vitalisme montpelliérain

### Diderot

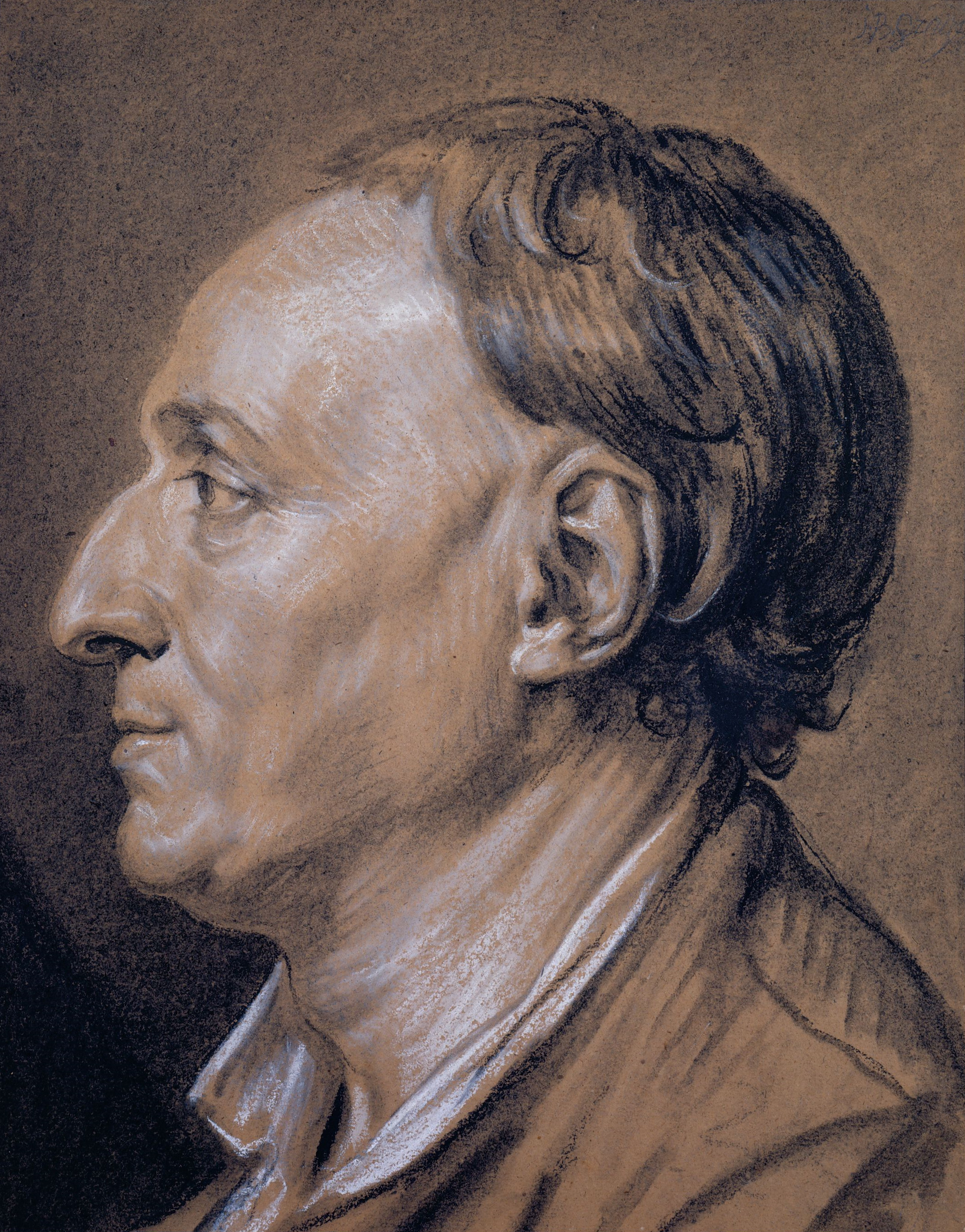
Portrait de Denis Diderot (1766).

Bien qu'ayant conçu une philosophie explicitement matérialiste, Denis Diderot a été profondément influencé par les médecins vitalistes de Montpellier, que ce soit par leur réflexion sur la sensibilité et le rôle de l'organisation dans l'émergence du vivant, ou par leur vision « holiste » du corps. Diderot a en particulier échangé avec le médecin montpelliérain Ménuret de Chambaud, qui rédigea de nombreux articles médicaux dans l'Encyclopédie de Diderot et D'Alembert, ainsi qu'avec Bordeu, qui rédigea l'article « Crise » de L'Encyclopédie, et dont il fit un personnage central de son Rêve de d'Alembert. Selon Dominique Lecourt, c'est par son élaboration du vitalisme de ses « maîtres montpelliérains », sur la base de son propre anti-mécanisme, que Diderot a ouvert la voie à ce que sera au siècle suivant la « biologie ».

### Cabanis
Le philosophe et médecin Cabanis, souvent perçu comme l'incarnation française ou le précurseur du « matérialisme vulgaire », avec sa métaphore du cerveau-estomac, est au contraire jugé par certains historiens de la médecine, notamment par Martin Staum, comme un vitaliste proche de l'école de Montpellier. En effet, le maitre en médecine de Cabanis, Jean-Baptiste-Léon Dubreuil, était issu de la Faculté de Montpellier, et lui-même influencé par le vitalisme de Paul-Joseph Barthez. À l'instar de certains vitalistes de l'école de Montpellier (Bordeu, Barthez, etc.), Cabanis soutenait que le « fluide nerveux » avait un rôle central dans la régulation de l'organisme, et qu'il se rapprochait d'un autre fluide subtil, le « fluide électrique ». Mais Cabanis insistait sur le fait que l'électricité animale avait des propriétés spécifiques, et qu'elle était irréductible à l'électricité physique ordinaire, de même que la force vitale était irréductible à la force physique en jeu dans la matière inanimée.

### Claude Bernard
Le physiologiste Claude Bernard, père de la médecine expérimentale au milieu du XIXe siècle, et pourfendeur du vitalisme médical de l'école de Montpellier, jugé par lui trop « philosophique » et « substantialiste », s'est pourtant lui-même déclaré vitaliste. Il a par ailleurs adopté des thèses qui font largement écho à celle du vitalisme montpelliérain, au point que certains commentateurs le qualifient aujourd'hui de « néo-vitaliste ». Sa conception du vivant se fonde en effet sur trois idées caractéristiques du vitalisme : l'hypothèse d'une propriété vitale, encore mal connue ; l'existence d'un plan organique, ou « idée directrice », qui régule les processus physico-chimiques au niveau de l'organisme et structure le vivant ; la spécificité des lois d'organisation du vivant, qui se traduit par leur irréductibilité aux lois physico-chimiques et par une certaine autonomie de l'étude du vivant par rapport aux autres sciences. La pratique même de la vivisection s'est imposée chez Claude Bernard parce qu'il considérait que, étant donné leur spécificité, l'étude expérimentale des processus vitaux ne pouvait se limiter à la dissection de cadavres.

### Formation de la notion d'émergence
Une certaine similitude dans les réflexions sur le vivant a été repérée entre, d'un côté, le vitalisme montpelliérain, et de l'autre, l'école anglaise émergentiste (Samuel Alexander, Lloyd Morgan, C. D. Broad) du début du XXe siècle. Pour les théoriciens anglais de l'émergence, la vie est à la fois une propriété holistique de l'organisme vivant et une activité émergente au niveau biologique. En ce double sens, elle est considérée comme irréductible aux processus de niveaux inférieurs, physique et chimique. Selon l'épistémologue Christophe Malaterre, on peut voir dans le courant vitaliste français, depuis le vitalisme initial de l'école de Montpellier jusqu'au néovitalisme de Claude Bernard, une contribution à la formation de la notion d'émergence, voire une « école française de l'émergence » qui se serait poursuivie au XXe siècle avec Canguilhem, sans pour autant avoir cherché à thématiser cette notion.